# Horní Radechová
Horní Radechová är en ort i Tjeckien. Den ligger i den nordöstra delen av landet, 130 km öster om huvudstaden Prag. Horní Radechová ligger 420 meter över havet och antalet invånare är 458.
Terrängen runt Horní Radechová är kuperad söderut, men norrut är den platt. Runt Horní Radechová är det ganska tätbefolkat, med 230 invånare per kvadratkilometer. Närmaste större samhälle är Trutnov, 19,4 km nordväst om Horní Radechová. Trakten runt Horní Radechová består till största delen av jordbruksmark.